# Церковь Иоанна Милостивого (Нежин)
Церковь Иоанна Милостивого — православный храм и памятник архитектуры местного значения.

## История
Изначально объект был внесён в «список памятников архитектуры вновь выявленных» под названием Церковь Иоанна Милостивого.
Приказом Министерства культуры и туризма от 21.12.2012 № 1566 присвоен статус памятник архитектуры местного значения с охранным № 10064-Чр под названием Церковь Иоанна Милостивого.

## Описание
Церковь Иоанна Милостивого была построена в 1780 году (по другим данным в 1850 году) на окраине города в исторической местности Обжаровщина на Иоанна-Богословском (Иоанна-Милостивском) кладбище, которое возникло в 1732 году. В XVIII веке каменная церковь была построена на месте деревянной.
Каменная, оштукатуренная, пятидольная (пятисрубная), крестообразная в плане церковь, удлинённая по оси запад — восток. С севера и юга к кубическому основному объёму примыкают прямоугольные в плане приделы. Апсида прямоугольная. Венчает однозаломный (одноуступный) купол с глухим фонариком и главкой на восьмигранном (восьмерик) световом барабане. С запада примыкает колокольня — четверик на четверике, увенчанный однозаломным куполом с глухим фонариком и главкой. Ярус звонов колокольни с арочными проёмами. Имеет три входа — западный со стороны колокольни, два со стороны северного и южного приделов.